# Phytosciara coheri
Phytosciara coheri är en tvåvingeart som beskrevs av Werner Mohrig och Menzel 1994. Phytosciara coheri ingår i släktet Phytosciara och familjen sorgmyggor. Inga underarter finns listade i Catalogue of Life.